# Belgrandiella novoselensis
Belgrandiella novoselensis е вид охлюв от семейство Hydrobiidae.

## Разпространение и местообитание
Видът е разпространен в Словения.
Обитава сладководни басейни и реки.